# Франс, Райан
Райан Франс (англ. Ryan France; род. 13 декабря 1980, Шеффилд) — футболист, правый центральный полузащитник «Шеффилд Юнайтед».

## Карьера
Райан Франс воспитанник клуба «Шеффилд Уэнсдей», но начал он свою карьеру в другой команде — «Олфретон Таун», в которой помимо игры он учился в ноттингемском университете Трента, закончив который стал дипломированным специалистом в области Спорта и Тренировок, а также Математики. 26 сентября 2003 года Франс перешёл в клуб «Халл Сити» за 15 000 фунтов, а на следующий день уже дебютировал в клубе, выйдя на замену в игре с «Киддерминстер Харриерс». За время выступлений за «Халл Сити» Франс играл на разных позициях, включая левого и правого защитника, крайних полузащитников, вингеров, но чаще всего универсальный футболист играл в центре поле. 3 февраля 2007 год в игре с «Вест Бромвич Альбион» Франс получил тяжелейшую травму — разрыв крестообразных связок на левом колене, травма была настолько тяжелая, что игрок появился на поле лишь через год, выйдя на замену 17 января 2009 года в матче с «Арсеналом». 24 июля 2009 года, будучи свободным агентом, подписал контракт с клубом Шеффилд Юнайтед.